# Теория Ходжа
Теория Ходжа занимается изучением дифференциальных форм на гладких многообразиях. Более конкретно, эта теория изучает, каким образом обобщённый лапласиан, ассоциированный с римановой метрикой на многообразии M, влияет на его группы когомологий с вещественными коэффициентами.
Эта теория была разработана Вильямом Ходжем в 1930-х годах как обобщение когомологий де Рама. Теория Ходжа имеет основные приложения на трёх уровнях:
- Римановы многообразия
- Кэлеровы многообразия
- Комплексные проективные многообразия.

В ранних работах многообразие M предполагалось замкнутым (то есть компактным и без края). На всех трёх уровнях теория оказала большое влияние на последующие работы, будучи использована Кунихико Кодайрой, и, позднее, многими другими.

## Приложения и примеры

### Когомологии де Рама
Самим Ходжем данная теория формулировалась для комплексов де Рама. Если M — компактное ориентируемое многообразие, снабжённое гладкой метрикой g, и Ωk(M) — пучок гладких дифференциальных форм степени k на M, то комплекс де Рама — это последовательность дифференциальных операторов
{\displaystyle 0\rightarrow \mathbb {R} {\xrightarrow {d_{-1}}}\Omega ^{0}(M){\xrightarrow {d_{0}}}\Omega ^{1}(M){\xrightarrow {d_{1}}}\cdots {\xrightarrow {d_{n-1}}}\Omega ^{n}(M){\xrightarrow {d_{n}}}0}
где dk обозначает внешнюю производную на Ωk(M). Тогда когомологии де Рама — это просто последовательность векторных пространств, определённых как
{\displaystyle H^{k}(M)={\frac {\ker d_{k}}{\mathrm {im} \,d_{k-1}}}.}
Можно определить оператор, формально сопряжённый внешней производной (внешнему дифференциалу) d, называемый кодифференциалом и обозначаемый {\displaystyle \delta :} достаточно потребовать, чтобы для всех α ∈ Ωk(M) и β ∈ Ωk+1(M) выполнялось соотношение
{\displaystyle \int _{M}\langle d\alpha ,\beta \rangle _{k+1}\,dV=\int _{M}\langle \alpha ,\delta \beta \rangle _{k}\,dV}
где {\displaystyle \langle \ ,\ \rangle _{k}} — метрика, индуцированная на {\displaystyle \Omega ^{k}(M)}. Теперь лапласиан можно определить как {\displaystyle \Delta =d\delta +\delta d}. Это позволяет определить пространства гармонических форм:
{\displaystyle {\mathcal {H}}_{\Delta }^{k}(M)=\{\alpha \in \Omega ^{k}(M)\mid \Delta \alpha =0\}.}
Можно показать, что {\displaystyle d{\mathcal {H}}_{\Delta }^{k}(M)=0}, поэтому существует каноническое отображение {\displaystyle \varphi :{\mathcal {H}}_{\Delta }^{k}(M)\rightarrow H^{k}(M)}. Первая часть теоремы Ходжа утверждает, что {\displaystyle \varphi } — это изоморфизм векторных пространств.
Одно из главных следствий этого состоит в том, что группы когомологий де Рама на компактном многообразии конечномерны. Это следует из того, что операторы {\displaystyle \Delta } эллиптические, а ядро эллиптического оператора на компактном многообразии всегда конечномерно.

## Структуры Ходжа
Абстрактное определение (вещественных) структур Ходжа таково: для вещественного векторного пространства {\displaystyle W} структура Ходжа на {\displaystyle W} — это разложение его комплексификации {\displaystyle W^{\mathbb {C} }=W\otimes \mathbb {C} } в {\displaystyle \mathbb {N} }-градуированную прямую сумму
{\displaystyle W^{\mathbb {C} }=\bigoplus _{k=0}^{\infty }\bigoplus _{p=0}^{k}W^{p,k-p}}
причём комплексное сопряжение на {\displaystyle W^{\mathbb {C} }} переставляет градуированные слагаемые {\displaystyle W^{p,q}} и {\displaystyle W^{q,p}}:
{\displaystyle {\overline {W^{p,q}}}=W^{q,p}}
Основное утверждение состоит в том, что группы сингулярных когомологий с вещественными коэффициентами {\displaystyle H^{k}(V,\mathbb {R} )} неособого комплексного проективного многообразия {\displaystyle V} имеют такую структуру Ходжа:
{\displaystyle H^{k}=\oplus _{p=0}^{k}H^{p,k-p}}
где {\displaystyle H^{p,q}} — группы когомологий Дольбо многообразия {\displaystyle V}. Отсюда следует связь между числами Бетти {\displaystyle b_{k}=\dim H^{k}} и {\displaystyle h_{p,q}=\dim H^{p,q}}:
{\displaystyle b_{k}=\sum _{p=0}^{k}h_{p,k-p}}
Изначально разложение Ходжа возникло из теории гармонических форм (собственных векторов лапласиана в пространстве дифференциальных форм), обобщающих локально постоянные гармонические функции. Доказывается, что каждый класс сингулярных когомологий представим единственной гармонической формой, и что такая форма обязательно имеет корректно определённую биградуировку {\displaystyle (p,q)} (относительно действия оператора комплексной структуры). Отсюда следует разложение Ходжа. В дальнейшем разложение Ходжа было получено чисто алгебраически, с помощью теории спектральных последовательностей и групп когомологий пучков {\displaystyle H^{q}(V,\Omega ^{p})}, в работах Дольбо.
В случае некомпактных многообразий или многообразий с особенностями необходимо заменить структуру Ходжа на смешанную структуру Ходжа, отличающуюся тем, что разложение сингулярных когомологий в прямую сумму заменяется на пару фильтраций. Этот случай используется, например, в теории монодромии.